# Nara Leão
Nara Leão (née le 19 janvier 1942 à Vitória (Espírito Santo), Brésil – morte le 7 juin 1989 à Rio de Janeiro, Brésil) est une chanteuse brésilienne de bossa nova et de musique populaire brésilienne (MPB) et une actrice occasionnelle. Connue sous le nom de « muse de la bossa nova », elle chanta avec les grands noms de la musique brésilienne comme Chico Buarque, Antônio Carlos Jobim et Sérgio Mendes. Son mari est Carlos Diegues, réalisateur et scénariste de Bye Bye Brasil.

## Biographie
À ses 12 ans, Nara Leão était une jeune fille très timide. Son père lui offrit une guitare afin de se faire des amis. Elle prit des cours auprès du musicien et compositeur populaire Patricio Teixeira et le guitariste classique Solon Ayala. Alors qu'elle était encore une adolescente, Nara rencontra un certain nombre de chanteurs et de compositeurs qui ont participé à la révolution musicale de la bossa nova à la fin des années 1950 et au début des années 1960 tels que Roberto Menescal, Carlos Lyra, Ronaldo Boscoli, João Gilberto, Vinícius de Moraes et Antônio Carlos Jobim.
En 1963, elle devient chanteuse professionnelle et fait une tournée au côté de Sérgio Mendes. Au milieu des années 1960, l'établissement de la dictature militaire au Brésil l'a amenée à chanter des paroles de plus en plus politiques. Son spectacle, Opinião, reflète ses convictions politiques.
Quelques années plus tard, elle quitte le Brésil pour Paris et abandonne la musique au courant des années 1970 pour se concentrer sur sa famille. En 1979, lorsqu'elle apprend qu'elle a une tumeur au cerveau inopérable, elle revient vers la musique afin d'augmenter sa productivité autant que possible. Nara Leão meurt le 7 juin 1989 à Rio de Janeiro.

## Discographie[3]
- 1964 : Nara
- 1964 : Opinião de Nara
- 1965 : O Canto Livre de Nara
- 1965 : Cinco na Bossa
- 1966 : Show Opinião
- 1966 : Nara Pede Passagem
- 1966 : Manhã de Liberdade
- 1966 : Liberdade, Liberdade
- 1967 : Nara
- 1967 : Vento de Maio
- 1968 : Nara Leão
- 1969 : Coisas do Mundo
- 1971 : Dez Anos Depois
- 1974 : Meu Primeiro Amor
- 1977 : Meus Amigos São Um Barato
- 1978 : Debaixo Dos Caracóis Dos Seus Cabelos
- 1979 : Nara Canta en Castellano
- 1980 : Com Açúcar, Com Afeto
- 1981 : Romance Popular
- 1982 : Nasci Para Bailar
- 1983 : Meu Samba Encabulado
- 1984 : Abraços E Beijinhos e Carinhos Sem Ter Fim... Nara
- 1985 : Nara e Menescal - Um Cantinho, Um Violão
- 1986 : Garota de Ipanema
- 1987 : Meus Sonhos Dourados
- 1989 : My Foolish Heart

## Filmographie
- 1963 : Ganga Zumba
- 1966 : Onde a Terra Começa
- 1967 : Garota de Ipanema
- 1970 : Les héritiers
- 1972 : Quando o Carnaval Chegar
- 1973 : As Moças Daquela Hora
- 1974 : Um homem Célebre